# Matters of Survival
Matters of Survival (en español: Cuestiones de supervivencia) es el cuarto álbum de estudio de la banda alemana de heavy metal Axxis  y fue publicado en formato de disco compacto por EMI Music en 1995.
Antes de la grabación de Matters of Survival, el bajista Werner Kleinhans abandonó al grupo, siendo reemplazado por Markus Gfeller.  Este disco fue grabado en 1995 en los Estudios Goodnight, ubicado en la ciudad de Los Ángeles, California, EE. UU. y fue producido por Keith Olsen, quién había trabajado con otras agrupaciones como Fleetwood Mac, Foreigner, Scorpions y Whitesnake.  Según la banda, se inspiraron en los contrastes de la vida cotidiana de la ciudad antes mencionada para el título de este álbum.
Matters of Survival se colocó en la posición 48.º de la lista del Media Control alemán en 1995.

## Lista de canciones
| Side one |                    |                                                |                           |          |  |
| N.º      | Título             | Escritor(es)                                   | Traducción al español     | Duración |  |
| 1.       | «Ecstasy»          | Bernhard Weiss / Walter Pietsch / Robert Mason | «Éxtasis»                 | 3:25     |  |
| 2.       | «Idolator»         | Weiss / Pietsch / Harry Oellers / Keith Olsen  | «Idólatra»                | 4:10     |  |
| 3.       | «C'est La Vie»     | Weiss / Pietsch / Oellers                      | «Así es la vida»          | 2:51     |  |
| 4.       | «On My Own»        | Weiss / Pietsch / Oellers                      | «Por mi cuenta»           | 4:30     |  |
| 5.       | «Just a Story»     | Weiss / Pietsch / Oellers                      | «Sólo una historia»       | 3:04     |  |
| 6.       | «All My Life»      | Bernhard Weiss                                 | «Toda mi vida»            | 3:19     |  |
| 7.       | «Freedom Comes»    | Weiss / Pietsch / Oellers                      | «Viene la libertad»       | 3:13     |  |
| 8.       | «Another day»      | Weiss / Pietsch / Oellers / Mason              | «Otro día»                | 4:24     |  |
| 9.       | «Fan the flames»   | Weiss / Pietsch / Oellers                      | «Aviva las llamas»        | 3:38     |  |
| 10.      | «Watch Out»        | Weiss / Pietsch / Oellers                      | «Ten cuidado»             | 2:33     |  |
| 11.      | «Hide Away»        | Pietsch / Oellers                              | «Escóndete»               | 4:07     |  |
| 12.      | «Back in My Bones» | Weiss / Pietsch / Oellers                      | «De vuelta en mis huesos» | 3:08     |  |

## Créditos

### Axxis
- Bernhard Weiss — voz
- Walter Pietsch — guitarra
- Markus Gfeller — bajo
- Richard Michalski — batería
- Harry Oellers — teclados y órgano

### Personal de producción
- Keith Olsen — productor e ingeniero de audio
- Peter Love — ingeniero asistente
- Martin Becker — fotógrafo

## Listas
| Año  | País     | Lista                | Posición máxima |
| ---- | -------- | -------------------- | --------------- |
| 1995 | Alemania | Media Control Charts | 48.º            |